# دوري الدرجة الأولى السعودي 1997–98
دوري الدرجة الأولى السعودي 1997-98 هو الدوري نسخة رقم 21 (إحدى وعشرين) في تاريخ دوري الدرجة الأولى السعودي. فاز فيه نادي هجر حيث حقق آنذاك انتصاره الثاني في دوري الدرجة الأولى السعودي بعد انتصاره الأول في موسم 1987–88. وحل نادي الأنصار في المركز الثاني. تأهل كل من نادي هجر ونادي الأنصار إلى دوري المحترفين السعودي. جاء نادي الفتح في المركز الأخير أما نادي نادي نجران فجاء في المركز ما قبل الأخير بعد حصوله على تسعة عشر (19) نقطة، وبذلك هبط كل من نادي الفتح ونادي نجران إلى دوري الدرجة الثانية السعودي.

## بعض الأندية المُشاركة
| النادي       | الموقع          | الملعب                                   | سعة الملعب (حاليا) |
| ------------ | --------------- | ---------------------------------------- | ------------------ |
| نادي الأنصار | المدينة المنورة | مدينة الأمير محمد بن عبد العزيز الرياضية | 24000              |
| هجر          | الهفوف          | ملعب الأمير عبد الله بن جلوي             | 19096              |
| نادي الفتح   | الأحساء         | ملعب الأمير عبد الله بن جلوي             | 19550              |
| نادي نجران   | نجران           | ملعب جامعة نجران                         | 10000              |
| نادي الجبلين | حائل            | ملعب الأمير عبد العزيز بن مساعد          | 12250              |

## إحصائيات
إحصائيات دوري الدرجة الأولى السعودي 1997-98:
- شارك في هذا الدوري عشرة (10) فرق ولعب كل فريق ثمانية عشر (18) مباراة

| المركز | النادي       | لعب | فوز | تعادل | خسر | له | عليه | فارق | نقاط | التأهل أو الهبوط                     |
| ------ | ------------ | --- | --- | ----- | --- | -- | ---- | ---- | ---- | ------------------------------------ |
| 1      | هجر          | 18  | 0   | 0     | 0   | 0  | 0    | +0   | 0    | تأهل إلى دوري المحترفين السعودي      |
| 2      | نادي الأنصار | 18  | 0   | 0     | 0   | 0  | 0    | +0   | 0    | تأهل إلى دوري المحترفين السعودي      |
| 3      |              | 18  | 0   | 0     | 0   | 0  | 0    | +0   | 0    |                                      |
| 4      |              | 18  | 0   | 0     | 0   | 0  | 0    | +0   | 0    |                                      |
| 5      |              | 18  | 0   | 0     | 0   | 0  | 0    | +0   | 0    |                                      |
| 6      |              | 18  | 0   | 0     | 0   | 0  | 0    | -0   | 0    |                                      |
| 7      |              | 18  | 0   | 0     | 0   | 0  | 0    | -0   | 0    |                                      |
| 8      | نادي الجبلين | 18  | 0   | 0     | 0   | 0  | 0    | -0   | 19   | تصفيات البقاء في دوري الدرجة الأولى  |
| 9      | نادي نجران   | 18  | 0   | 0     | 0   | 0  | 0    | -0   | 19   | تصفيات البقاء في دوري الدرجة الأولى  |
| 10     | نادي الفتح   | 18  | 0   | 0     | 0   | 0  | 0    | -0   | 0    | هبوط إلى دوري الدرجة الثانية السعودي |

## تصفيات البقاء في دوري الدرجة الأولى
تواجه نادي الجبلين مع نادي نجران في تصفيات البقاء في دوري الدرجة الأولى السعودي في مباراة واحدة في مدينة محايدة. فاز في التصفيات نادي الجبلين وبذلك تخلص من مشكلة الهبوط إلى دوري الدرجة الثانية السعودي. وذلك بعد تعادله مع نادي نجران 0-0 ثم تغلبه عليه في ركلات الترجيح 4-3.

### المباراة
| نادي الجبلين  | 0–0 (ب.و.إ.) | نادي نجران |
| ------------- | ------------ | ---------- |
|               | (Arabic)     |            |
| ركلات الترجيح |              |            |
|               | 3–4          |            |

## روابط خارجية
- Saudi Arabia First Division on rsssf.com
- Saudi Arabia Football Federation
- Saudi League Statistics